# كيفن هاسكينز
كيفن هاسكينز (بالإنجليزية: Kevin Haskins)‏ هو طبال وكاتب أغاني بريطاني، ولد في 19 يوليو 1960 في نورثامبتون في المملكة المتحدة.

## وصلات خارجية
- كيفن هاسكينز على موقع IMDb (الإنجليزية)
- كيفن هاسكينز على موقع ميوزك برينز (الإنجليزية)
- كيفن هاسكينز على موقع ميوزك برينز (الإنجليزية)
- كيفن هاسكينز على موقع أول ميوزيك (الإنجليزية)
- كيفن هاسكينز على موقع ديسكوغز (الإنجليزية)
- كيفن هاسكينز على موقع ديسكوغز (الإنجليزية)
- كيفن هاسكينز على موقع قاعدة بيانات الفيلم (الإنجليزية)